# Casinaria tenuiventris
Casinaria tenuiventris là một loài tò vò trong họ Ichneumonidae.